# هیون (کانزاس)
هیون (به انگلیسی: Haven) شهری در ایالت کانزاس کشور ایالات متحده آمریکا است که جمعیت آن در سرشماری سال ۲۰۱۰ میلادی، ۱٬۲۳۷ نفر بوده‌است.